# 딕 그레이슨

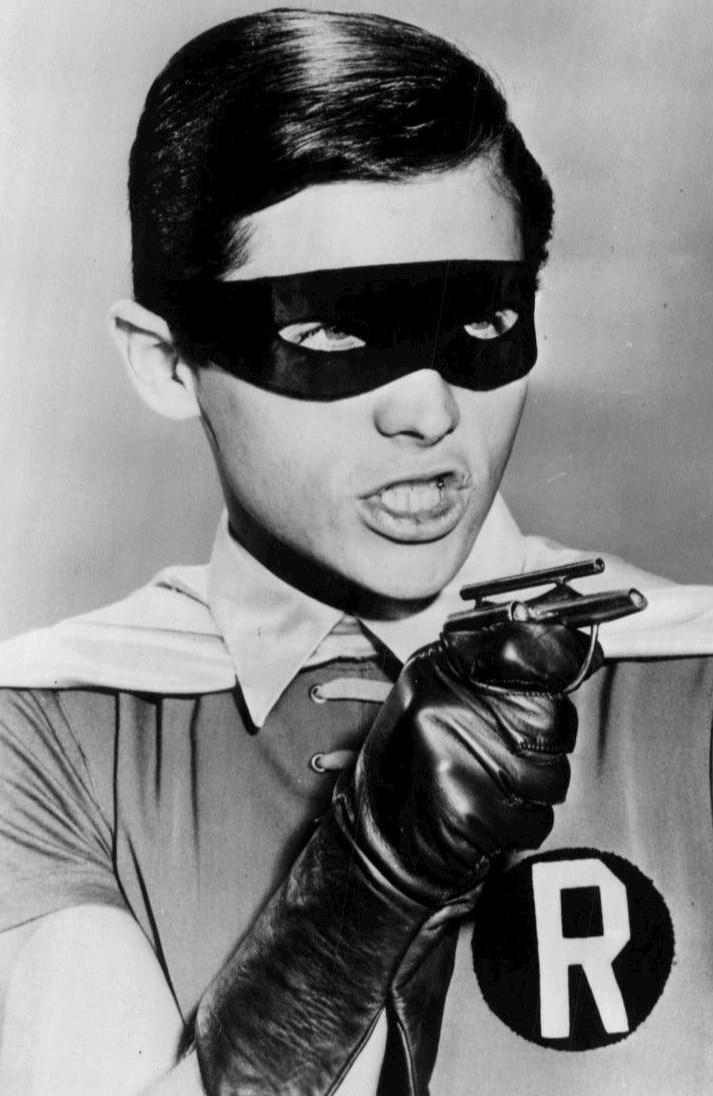

리처드 존 그레이슨(Richard John Grayson)은 간단히 딕 그레이슨(Dick Grayson)이라고 더 잘 알려진 DC 코믹스가 발간하는 만화책에 등장하는 가공의 히어로이다. 밥 케인과 빌 핑거, 일러스트 레이터의 제리 로버트슨에 의해 제작된 로빈으로 1940년 5월호 Detective Comics 38호에서 첫 등장했다. 로빈으로 딕 그레이슨이 배트맨 대부분의 미디어 믹스 작품에 등장하고 있다. 1990년대 배트맨 애니메이션 시리즈로는 처음으로 나이트윙의 전신이 그려져 있다.

## 같이 보기
- 로빈 (DC 코믹스)